# ジョン・ブアマン
ジョン・ブアマン（John Boorman CBE, 1933年1月18日 - ）は、イギリスの映画監督。サリーで生まれ、現在はアイルランドを拠点としている。

## 来歴
幼少期から映画を観ており、17歳から批評家として映画雑誌に寄稿を始める。1950年代前半には朝鮮戦争に従軍し、除隊後に再び批評家として活動した後にBBCのドキュメンタリー部門で働くようになる。
1965年の『5人の週末』で監督デビューを果たすと直後に渡米し、1967年に『殺しの分け前/ポイント・ブランク』、その翌年には『太平洋の地獄』をリー・マーヴィン主演で発表。『太平洋の地獄』では三船敏郎も加わり、日米の豪華スター共演が話題となった。1970年には『最後の栄光』を発表し、カンヌ国際映画祭 監督賞を受賞。
1972年にはジョン・ヴォイト主演でサバイバルを主題としたサスペンス映画『脱出』を発表し、興行的に空前の成功を収める。また、本作で自身としては初となるアカデミー作品賞と監督賞にノミネートされる。
1974年の『未来惑星ザルドス』では興行的成功とまではいかなかったが、一部の熱狂的ファンの出現によりカルト的人気を誇るようになる。1977年には『エクソシスト2』の監督を務め、再び興行的成功を収める。
その後も1981年の『エクスカリバー』では円卓の騎士を描き、カンヌ国際映画祭芸術貢献賞を受賞し、興行的にも成功を収める。
1987年の『戦場の小さな天使たち』では第二次世界大戦中のロンドン空襲を子供の視点から描き、再び興行的にも批評的にも成功を収め、第60回アカデミー賞でも作品賞や監督賞を含む複数の部門でノミネートされる。この作品はブアマンの家族の故郷であるファラオズ・アイランドなどを舞台としている。
1998年の『ジェネラル 天国は血の匂い』では2度目となるカンヌ国際映画祭 監督賞を受賞する。2004年にはヴェネツィア国際映画祭で審査員長を務める。

## 主な監督作品
- 5人の週末 Catch Us If You Can（1965年）監督
- 殺しの分け前/ポイント・ブランク Point Blank（1967年）監督
- 太平洋の地獄 Hell in the Pacific（1968年）監督
- 最後の栄光 Leo The Last (1970年）監督・脚本
- 脱出 Deliverance (1972年）監督・製作
- 未来惑星ザルドス Zardoz（1974年）監督・脚本・原作・製作
- エクソシスト2 Exorcist II: The Heretic（1977年）監督・製作
- エクスカリバー Excalibur（1981年）監督・脚本・製作
- エメラルド・フォレスト The Emerald Forest(1984年）監督・製作
- 戦場の小さな天使たち Hope and Glory（1987年）監督・脚本・製作
- 女神たちの季節 Where the Heart Is（1990年）監督・脚本・製作
- ラングーンを越えて Beyond Rangoon（1995年）監督・製作
- ジェネラル 天国は血の匂い The General(1998年）監督・脚本・製作
- テイラー・オブ・パナマ The Tailor of Panama（2001年）監督・脚本・製作
- イン・マイ・カントリー Country of My Skull（2004年）監督・製作
- クィーン アンド カントリー Queen & Country（2014年）監督・脚本・製作